# 佐藤洞潭
佐藤洞潭（さとう どうたん、1842年（天保13年） - 1900年（明治33年）6月9日は、幕末の仙台藩士である。維新後、猊鼻渓の開拓に息子の佐藤猊巌（さとうげいがん）、佐藤東華(さとう とうか)と取り組んだ。

## 幕末の京都訪問
1867年（慶應3年）に、仙台藩の立会人（オブザーバー）として幕末の京都を訪問した。鳥羽・伏見の戦いを実見した。仙台藩は官軍との、直接戦闘に参加したという記録は無く、(危険が迫った時は京都・大原に避難している。)洞潭は無事、一関市東山町長坂に生還している。 東山町長坂の猊巌の生家には、その時に使った、陣笠、刀、鉄砲が保存されていた。その当時の京都（洛中・洛外）の様子を息子の猊巌に詳しく話している。
猊鼻渓の観光地としての開拓に努め、東の耶馬渓とうたわれるまでに発展させた。東山町長坂の郵便局長を勤め、1900年（明治33年）6月9日に死去した。享年58。